# Димитър Шопов
Димитър Марков Шопов е български химик, академик на БАН.

## Биография
Роден е на 14 октомври 1922 г. в Панагюрище. Завършва гимназия в родния си град и специалност химия в Софийския университет.
Работи в Химическия институт и в Института по органична химия на БАН. Научноизследователската му дейност е съсредоточена върху химията на нефтените въглеводороди, кинетиката и катализата. Автор е на няколко монографии и десетки публикации в български и чуждестранни научни издания. През 1983 г. по негова инициатива е създаден Институтът по кинетика и катализ при БАН, чийто пръв и дългогодишен директор е той. През 1984 г. е избран за академик.
Умира на 15 май 2000 г. в София.

## Признание и награди
За изключителните му научни постижения е удостоен с най-високи държавни звания – Народен деятел на науката, лауреат на Димитровска награда, почетен изобретател.